# Musée historique Lausanne

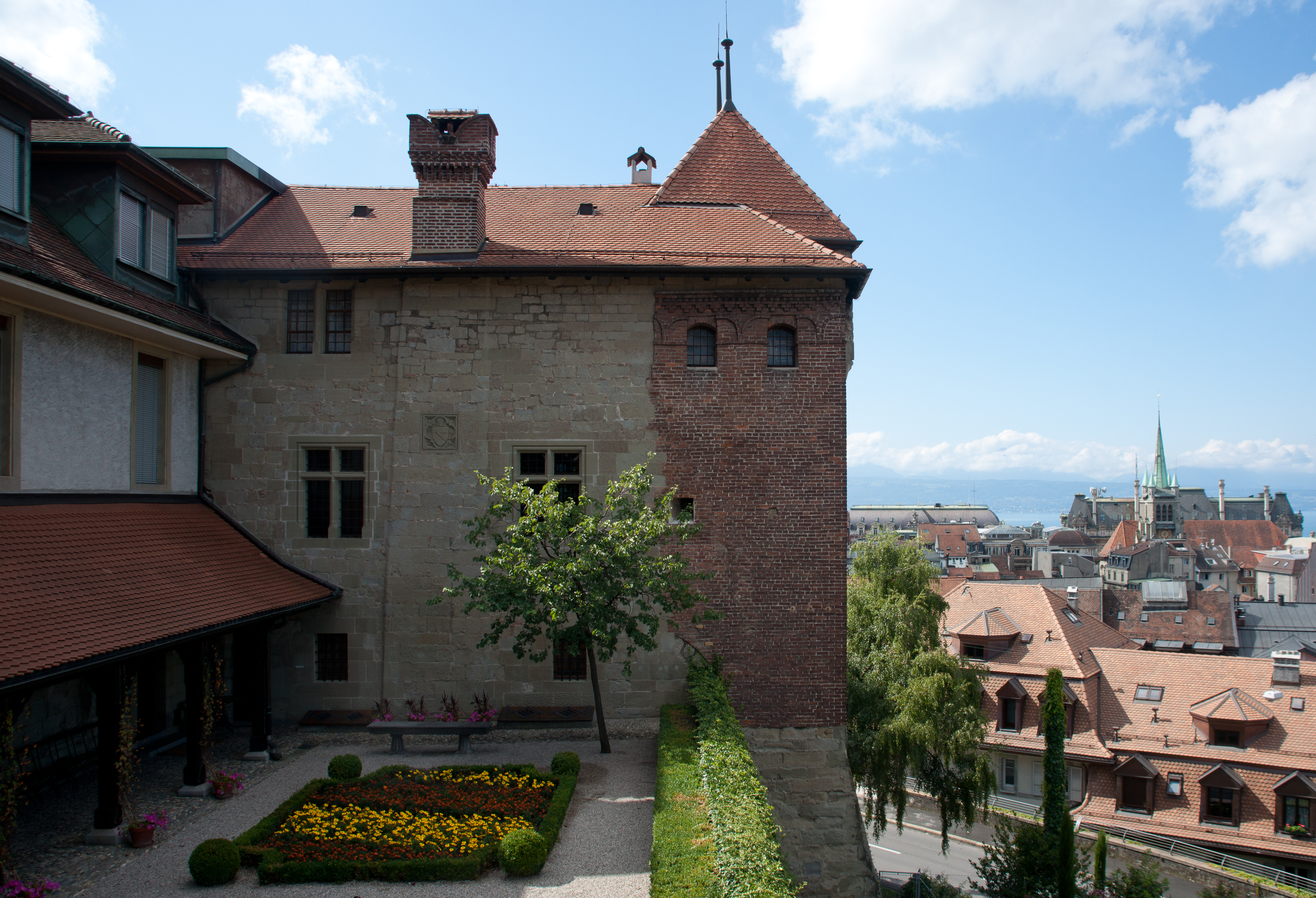
Ancien évêché de Lausanne

Das Musée historique Lausanne ist ein Stadtmuseum für die Geschichte in Lausanne in der Schweiz. Es gehört zu den Kulturgütern von nationaler Bedeutung.

## Geschichte
Das Museum entstand dank der Initiative einiger Personen, die sich 1902 zur Gruppe Association du Vieux-Lausanne zusammenfanden, um angesichts der rasanten Zerstörung der alten Bausubstanz von Lausanne die Erinnerung an die alte Stadt wachzuhalten. Mit der Unterstützung durch die Stadtverwaltung konnte der Verein seit dem 27. Dezember 1918 im ehemaligen Bischofssitz bei der Kathedrale Notre-Dame seine Sammlung stadtgeschichtlicher Objekte ausstellen. Zuerst hiess das Haus Musée du Vieux-Lausanne, später Musée de l’Évêché und dann Musée historique de Lausanne.

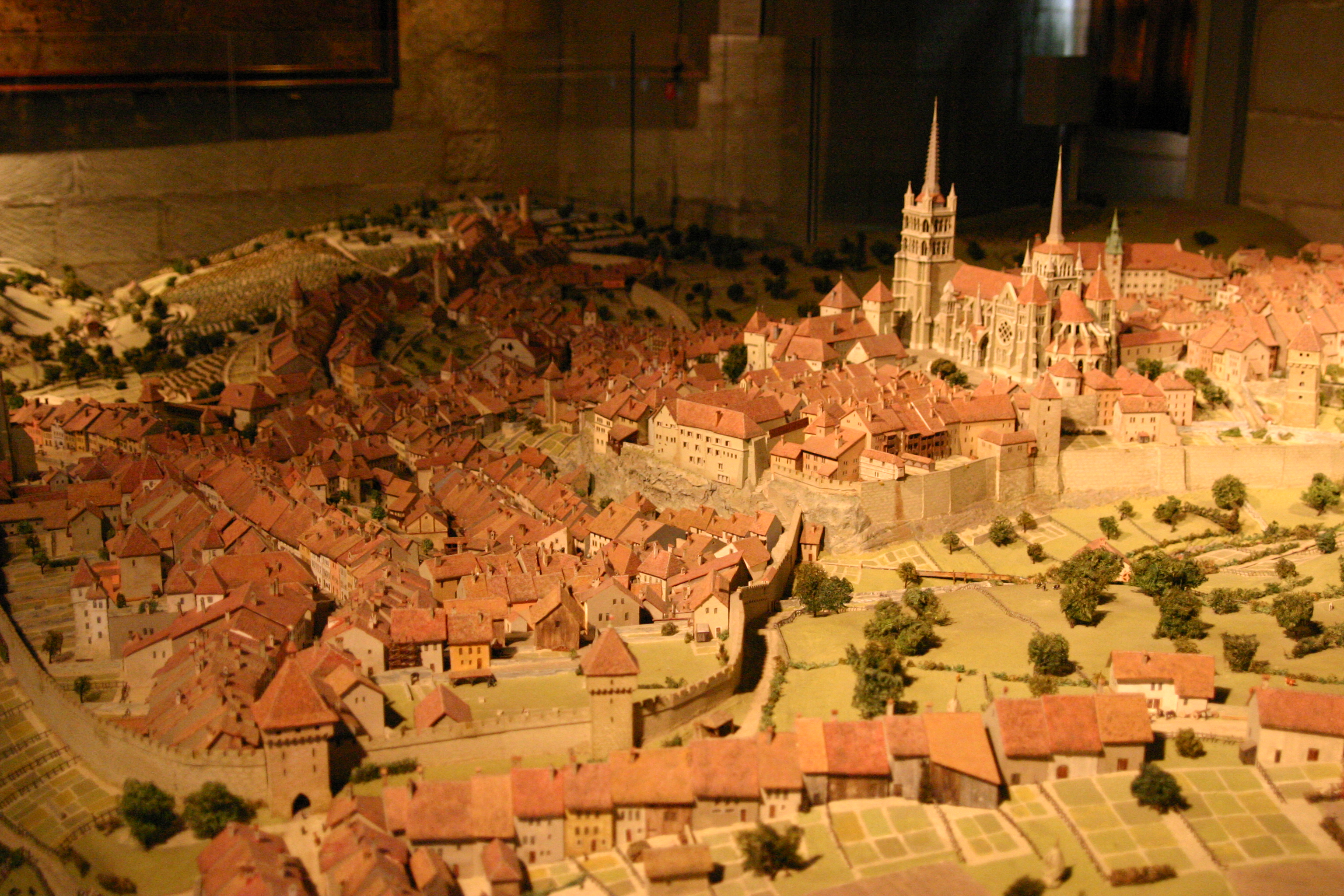
Stadtmodell von Lausanne

Mit der Zeit erweiterte das Museum seine Tätigkeit und dokumentiert unter dem neuen Namen Musée historique Lausanne sowohl die Geschichte der Stadt als auch die gegenwärtigen Entwicklungen in Gesellschaft, Politik, Wirtschaft und Architektur. Archäologische Fundstücke, Baufragmente ehemaliger Gebäude, Bildquellen und überlieferte Objekte dienen dazu, die Geschichte von der römischen Siedlung Lousonna am Genfersee zur kleinen mittelalterlichen Bischofsstadt, dann der Landstadt im Herrschaftsbereich der Stadt und Republik Bern und schliesslich zur modernen Hauptstadt des Kantons Waadt in der Metropolregion Genf-Lausanne darzustellen.
In den zahlreichen Räumen im verwinkelten ehemaligen Bischofspalast richtete das Museum nach der Sanierung des Bauwerks 2018 seine neue Dauerausstellung mit dem Titel Lausanne, l’Exposition ein. An zwölf thematischen Stationen erklärt die Ausstellung Aspekte der Stadtgeschichte und des Alltagslebens in Lausanne. Nun ist auch die Geschichte der Stadt im 20. und 21. Jahrhundert mit eingeschlossen.
Ein Hauptexponat im Museumsrundgang bildet das grosse Stadtmodell von 1990, welches die Architektur der Stadt in ihrer Landschaft zur Zeit des Ancien Régime zeigt. Die dreidimensionale Abbildung im Massstab 1:200 entstand mit der Hilfe des Stadtarchivs, des Staatsarchivs, der kantonalen Denkmalpflege und von Archäologen.
Die Sammlung des Museums umfasst mehr als 550'000 Objekte. Sie sind in drei Bereiche gegliedert: Bilddokumente, Porträts und Grafik; Fotografie; kulturgeschichtliche Objekte. In der Bildersammlung  befinden sich Gemälde des Kunstmalers Felix Vallotton.
Direktor des Museums ist seit 2003 als Nachfolger von Olivier Pavillon (* 1938) der Kunsthistoriker Laurent Golay (* 1964).

## Objekte aus der Museumssammlung

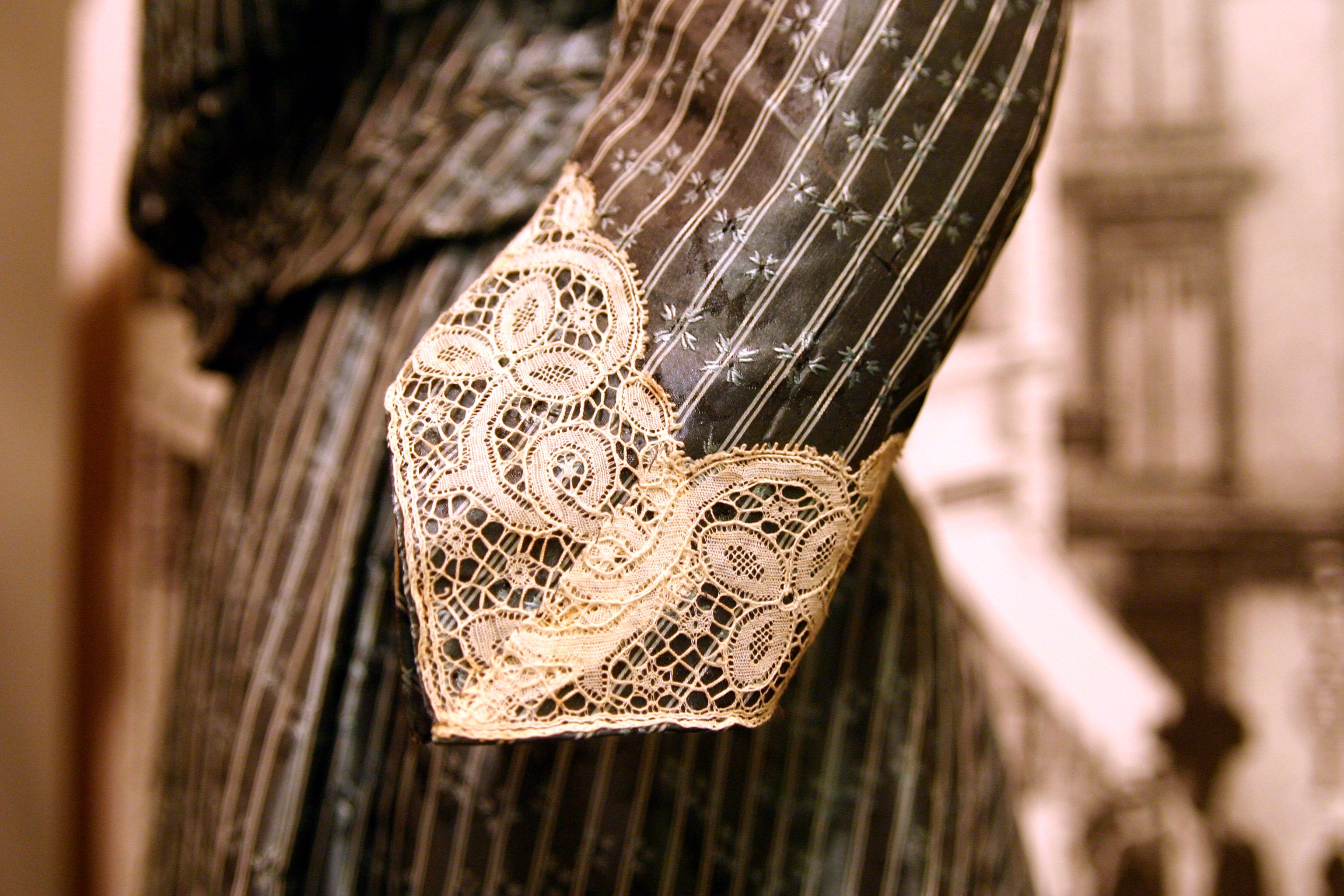
Spitzenkleid (Detail)
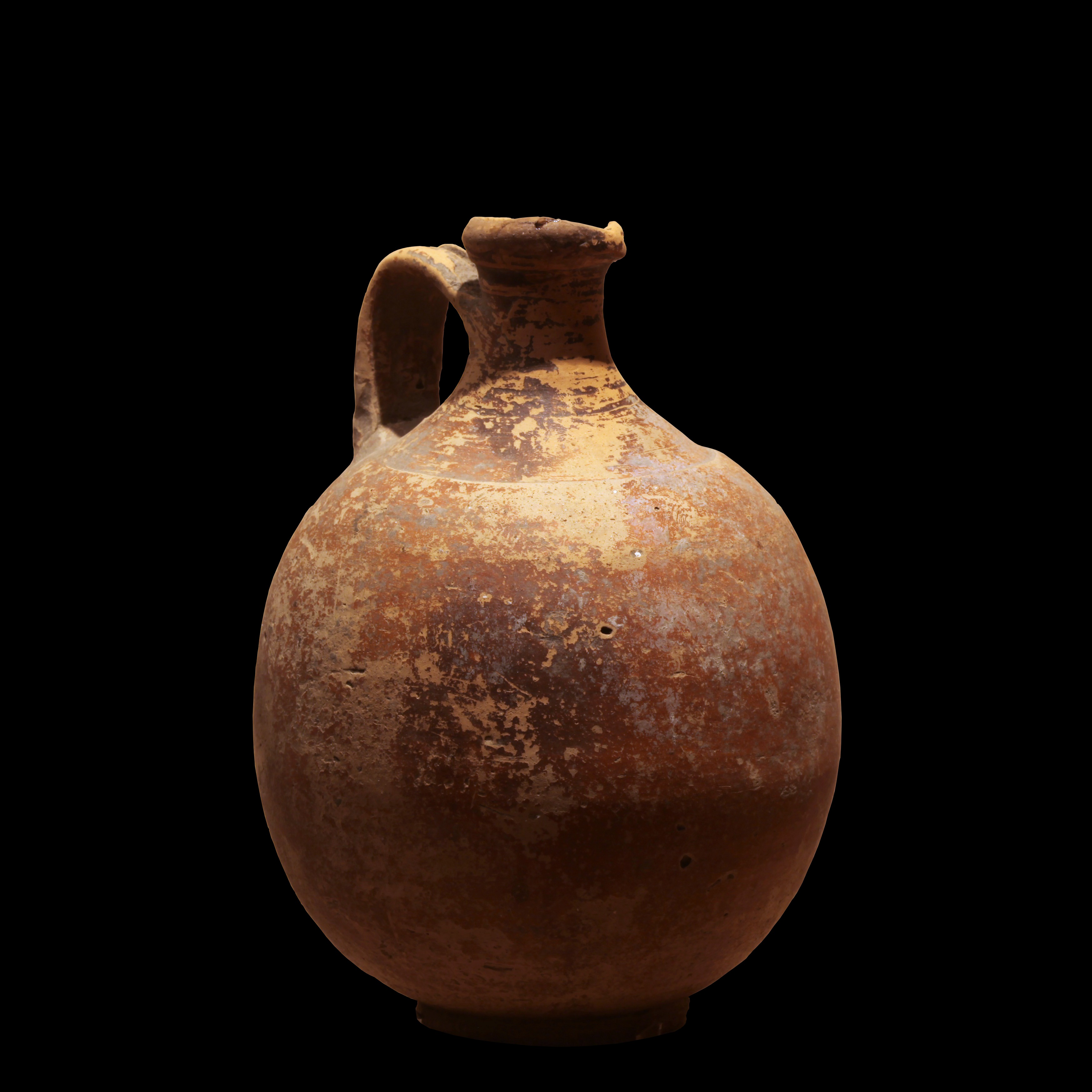
Römischer Krug
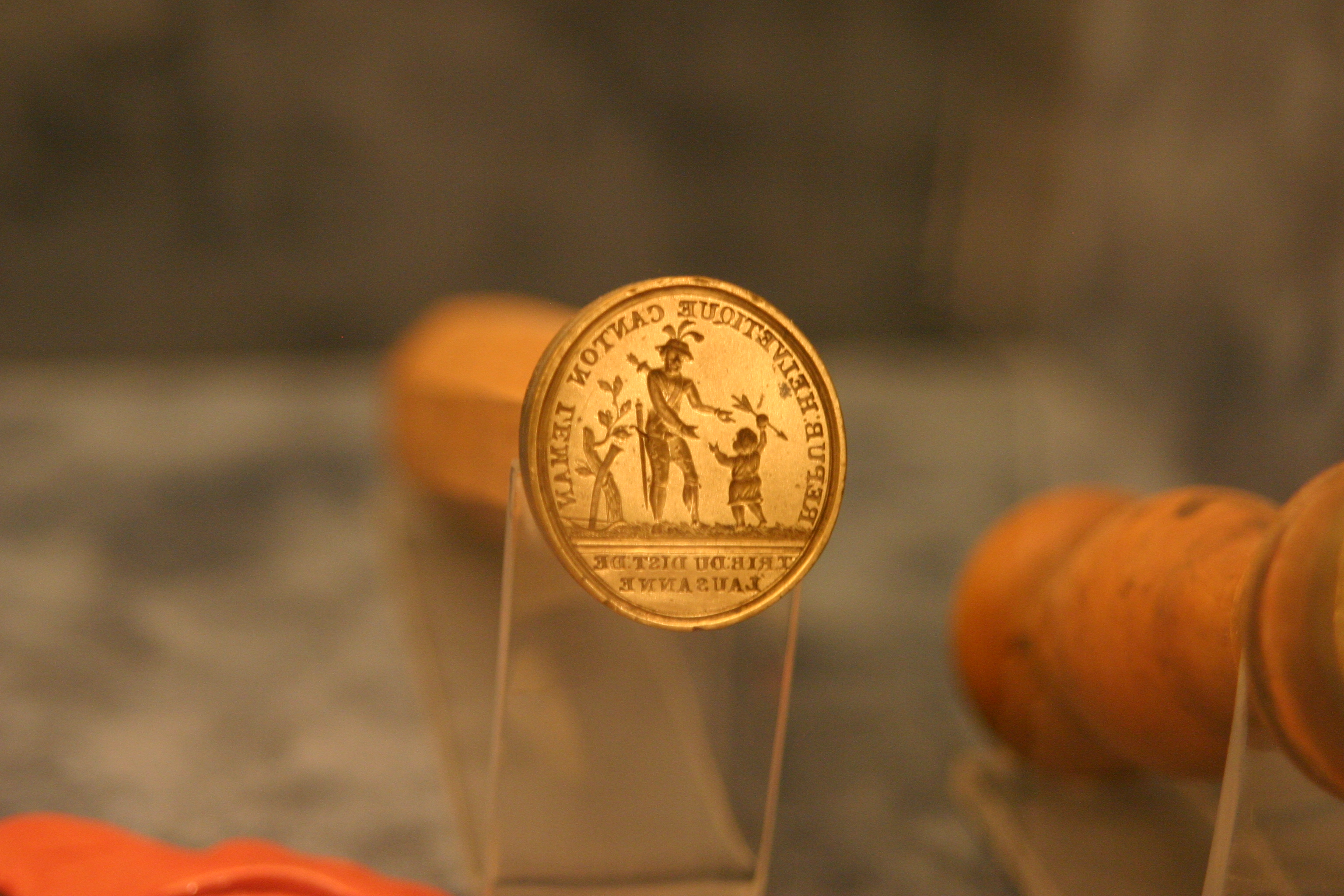
Petschaft des helvetischen Kantons Léman
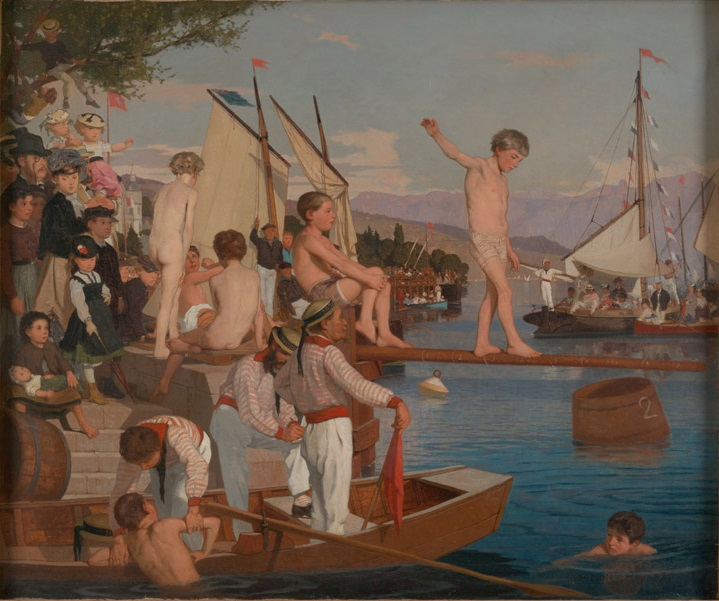
François Bocion: Jeux nautiques sur le lac Léman (La fête de la Navigation). Öl auf Leinwand. 1870
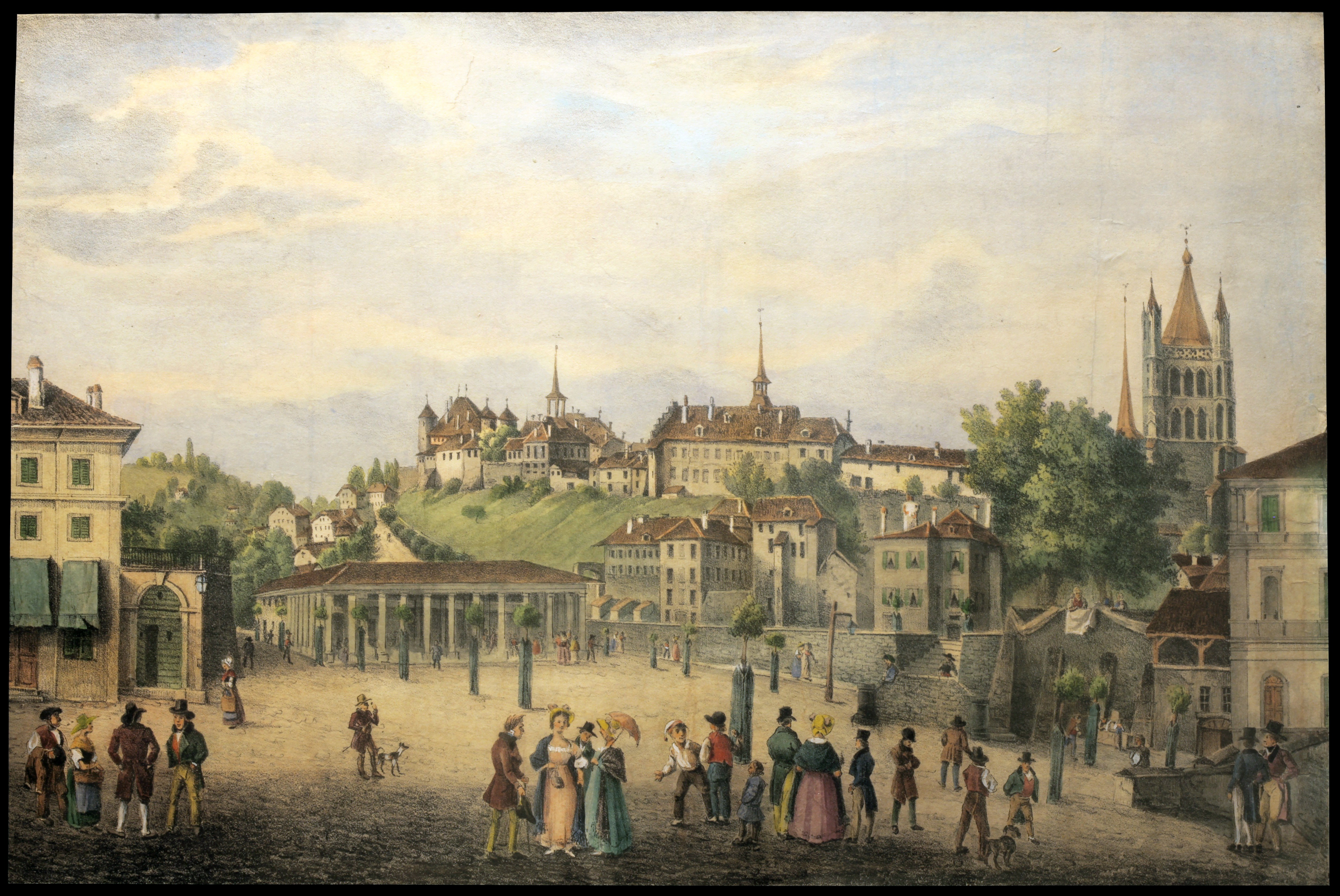
Der Platz Riponne. Lithographie. 1842
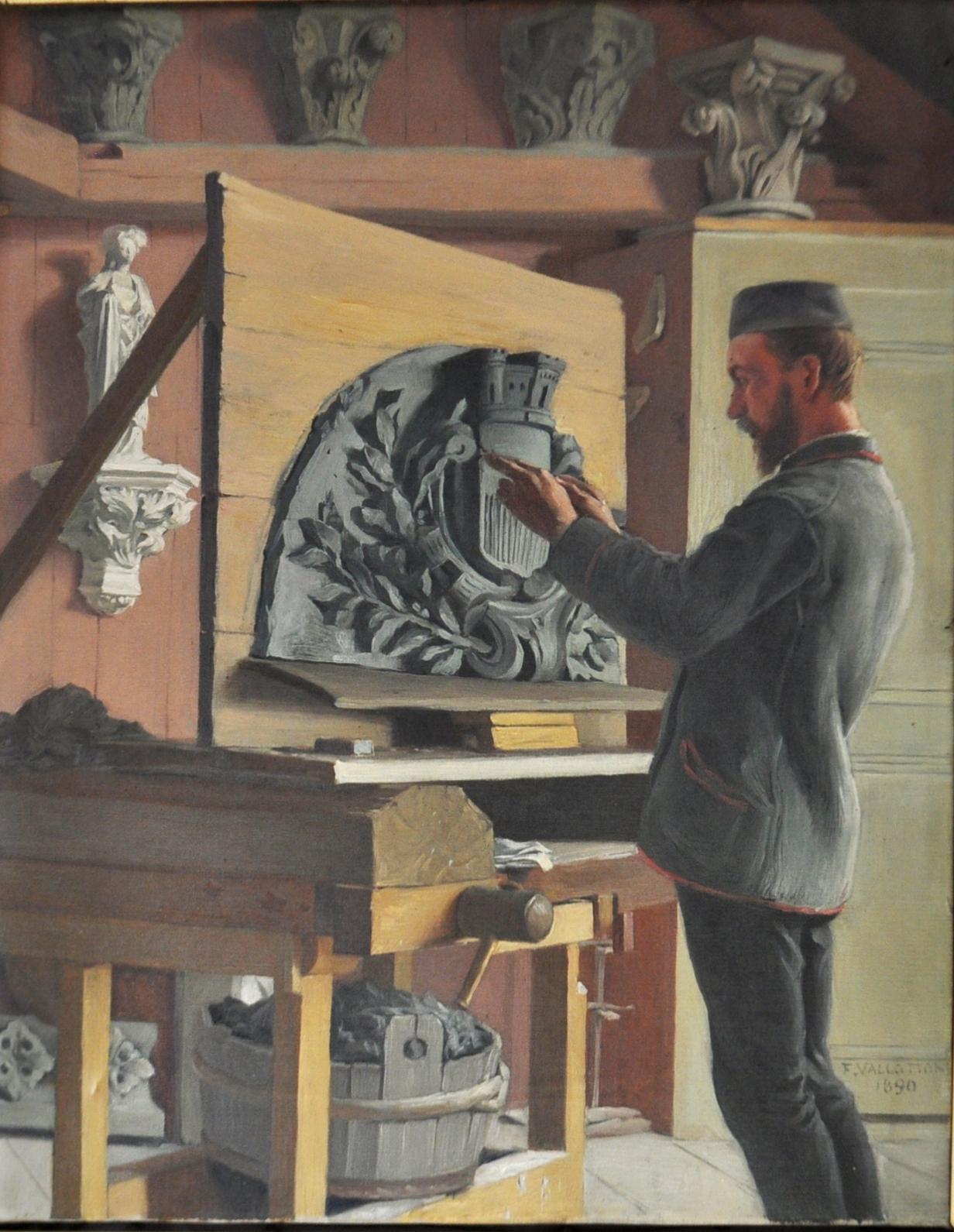
Felix Vallotton: Der Bildhauer Raphaël Lugeon. Öl auf Leinwand. 1890
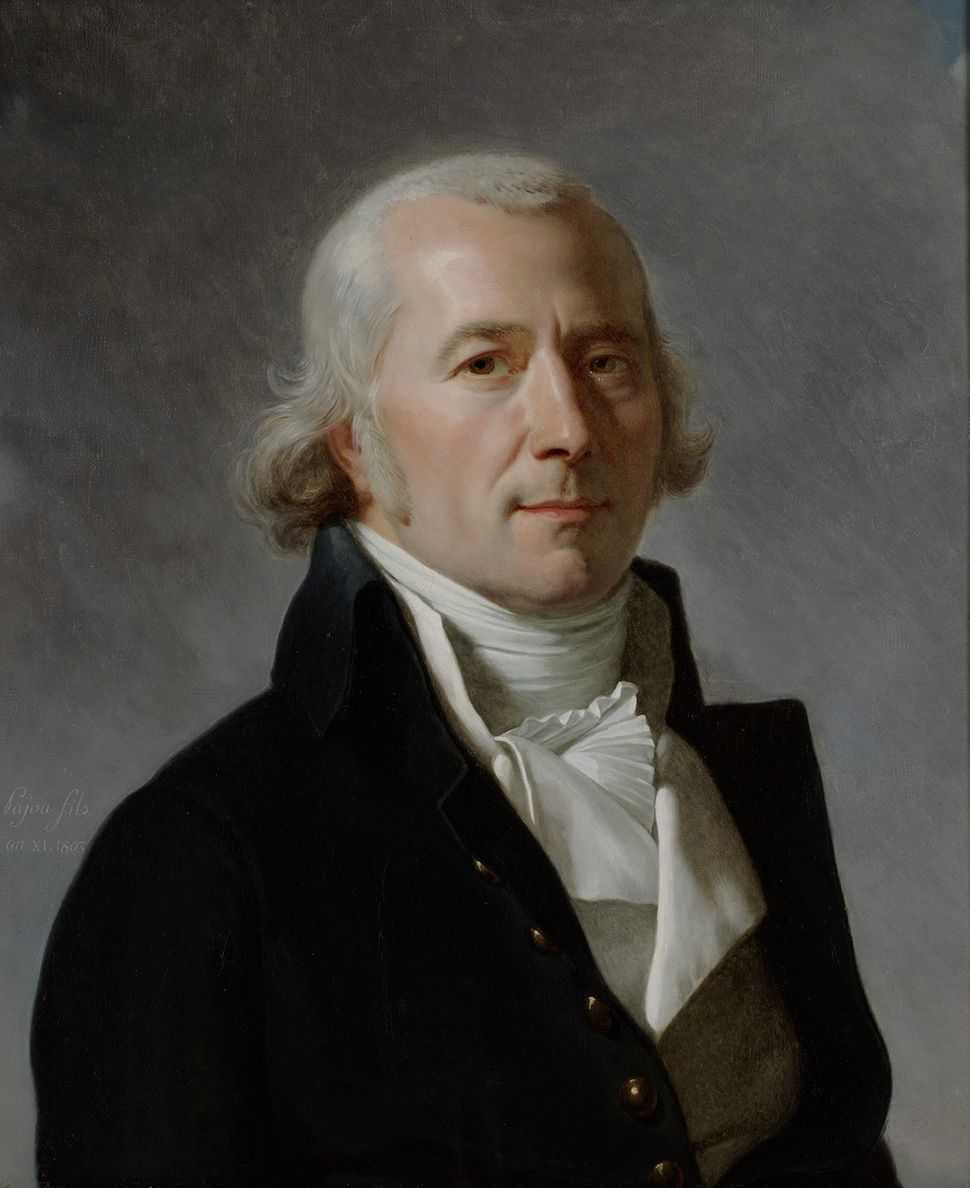
Jacques-Augustin Pajou: Frédéric-César de La Harpe. Öl auf Leinwand. 1803